# Axwell Λ Ingrosso
Axwell Λ Ingrosso (uitgesproken en bovendien vaak geschreven als Axwell and Ingrosso) is een Zweeds dj-duo, bestaande uit Axwell en Sebastian Ingrosso.
Beide dj's waren, samen met Steve Angello, lid van de groep Swedish House Mafia. Na het aankondigen van het opsplitsen van deze groep in 2012 duurde het nog tot 2014 voordat Axwell en Sebastian Ingrosso bekendmaakten dat ze als duo verder zouden gaan. Hun eerste optreden in die hoedanigheid volgde op 8 juni 2014, tijdens het Governors Ball Music Festival in New York.
Het duo scoorde internationaal grote hits met de nummers Sun is shining (2015) en More than you know (2017), die ook in de Nederlandse en Vlaamse hitparades veel succes kenden. Het refrein van hun nummer Dreamer werd in Nederland ingezet als tv-tune tijdens de Olympische Winterspelen 2018.
In 2018 kondigde het tweetal aan hun samenwerking voorlopig weer verder te zetten als onderdeel van Swedish House Mafia.

## Discografie

### Albums
| Album met eventuele hitnotering(en) in de Nederlandse Album Top 100 | Datum van verschijnen | Datum van binnenkomst | Hoogste positie | Aantal weken | Opmerkingen |
| ------------------------------------------------------------------- | --------------------- | --------------------- | --------------- | ------------ | ----------- |
| More than you know                                                  | 2017                  | 20-01-2018            | 90              | 5            |             |

| Album met hitnotering(en) in de Vlaamse Ultratop 200 albums | Datum van verschijnen | Datum van binnenkomst | Hoogste positie | Aantal weken | Opmerkingen |
| ----------------------------------------------------------- | --------------------- | --------------------- | --------------- | ------------ | ----------- |
| More than you know                                          | 2017                  | 14-07-2018            | 111             | 8            |             |

### Singles
| Single met eventuele hitnotering(en) in de Nederlandse Top 40 | Datum van verschijnen | Datum van binnenkomst | Hoogste positie | Aantal weken | Opmerkingen                                                            |
| ------------------------------------------------------------- | --------------------- | --------------------- | --------------- | ------------ | ---------------------------------------------------------------------- |
| Get dumb                                                      | 2007                  | -                     |                 |              | met Angello & Laidback Luke / Nr. 45 in de Single Top 100              |
| It's true                                                     | 21-04-2008            | 05-04-2008            | tip14           | -            | met Salem Al Fakir / Nr. 64 in de Single Top 100                       |
| Leave the world behind                                        | 01-04-2009            | -                     |                 |              | met Angello, Laidback Luke & Deborah Cox / Nr. 75 in de Single Top 100 |
| Something new                                                 | 2014                  | 20-12-2014            | tip2            | -            |                                                                        |
| On my way                                                     | 2015                  | 02-05-2015            | 34              | 3            | Nr. 82 in de Single Top 100                                            |
| Sun is shining                                                | 2015                  | 08-08-2015            | 6               | 20           | Nr. 8 in de Single Top 100                                             |
| I love you                                                    | 2016                  | 18-03-2017            | 30              | 10           | met Kid Ink / Nr. 56 in de Single Top 100                              |
| More than you know                                            | 2017                  | 10-06-2017            | 3               | 25           | met Bonn / Nr. 14 in de Single Top 100                                 |
| Dreamer                                                       | 2017                  | 06-01-2018            | 12              | 23           | met Trevor Guthrie / Nr. 38 in de Single Top 100                       |
| Dancing alone                                                 | 2018                  | 07-07-2018            | tip9            | -            | met Rømans                                                             |

| Single met hitnotering(en) in de Vlaamse Ultratop 50 | Datum van verschijnen | Datum van binnenkomst | Hoogste positie | Aantal weken | Opmerkingen                              |
| ---------------------------------------------------- | --------------------- | --------------------- | --------------- | ------------ | ---------------------------------------- |
| Leave the world behind                               | 01-04-2009            | 01-08-2009            | tip14           | -            | met Angello, Laidback Luke & Deborah Cox |
| Roar                                                 | 03-06-2013            | 15-06-2013            | tip64           | -            |                                          |
| Something new                                        | 28-11-2014            | 13-12-2014            | tip13           | -            |                                          |
| On my way                                            | 16-03-2015            | 28-03-2015            | tip78           | -            |                                          |
| Sun is shining                                       | 12-06-2015            | 01-08-2015            | 8               | 18           |                                          |
| This time                                            | 2015                  | 21-11-2015            | tip26           | -            |                                          |
| Dream bigger                                         | 08-04-2016            | 21-05-2016            | tip             | -            |                                          |
| Thinking about you                                   | 27-05-2016            | 18-06-2016            | tip             | -            |                                          |
| I love you                                           | 10-02-2017            | 18-02-2017            | tip30           | -            | met Kid Ink                              |
| Renegade                                             | 19-05-2017            | 27-05-2017            | tip             | -            |                                          |
| More than you know                                   | 24-05-2017            | 08-07-2017            | 4               | 24           | met Bonn                                 |
| Dreamer                                              | 08-12-2017            | 16-12-2017            | tip2            | -            | met Trevor Guthrie                       |
| Dancing alone                                        | 29-06-2018            | 07-07-2018            | tip41           | -            | met Rømans                               |

### NPO Radio 2 Top 2000
| Nummer met noteringen in de NPO Radio 2 Top 2000 | '15  | '16  | '17  |
| ------------------------------------------------ | ---- | ---- | ---- |
| Sun Is Shining                                   | 1800 | 1815 | 1981 |

1. ↑  Een vetgedrukt getal geeft de hoogste notering aan.
2. ↑  2015 was het eerste jaar met een notering voor dit nummer.
3. ↑  Deze tabel is bijgewerkt tot en met de laatste editie (2024).